# Gertrude Kitembo
Gertrude Kitembo Mpala (nascida em 1958) é uma política e empresária na República Democrática do Congo. Ela é ex-Ministra dos Correios e Telecomunicações.

## Biografia
Gertrude Kitembo nasceu em março de 1958. Ela era um membro sénior da ex-facção rebelde RCD-Goma, tornando-se chefe do departamento de administração interna do RCD-Goma.
De maio de 2000 a março de 2001, ela foi governadora de Maniema.
Em 30 de junho de 2003, Kitembo foi nomeada Ministro dos Correios e Telecomunicações do Governo de Transição da República Democrática do Congo.
Um painel das Nações Unidas em 2002-3 investigando a exploração de recursos minerais na RDC recomendou sanções financeiras contra uma empresa criada por Kitembo, a Congo Holding Development Company, uma empresa de mineração e comércio com sede perto da fronteira com o Ruanda em Goma. O relatório confidencial do painel ao conselho de segurança da ONU afirmou que a empresa estava a vender minerais para financiar armas para o Exército Nacional Congolês (ANC), a ala militar do RCD-Goma.
Kitembo é presidente do partido Congo de Valores (CV), integrante do grupo político Aliança para a Transformação Integral do Congo (ATIC). Em março de 2019 ela tornou-se Presidente da Assembleia Provincial de Maniema.